# Pseudanthias lori
Pseudanthias lori là một loài cá biển thuộc chi Pseudanthias trong họ Cá mú. Loài này được mô tả lần đầu tiên vào năm 1976.

## Phân bố và môi trường sống
P. lori có phạm vi phân bố rộng rãi ở Tây Thái Bình Dương. Loài cá này được tìm thấy từ quần đảo Ryukyu (Nhật Bản) và đảo Đài Loan, băng qua các đảo phía đông của quần đảo Mã Lai (ngoại trừ đảo Sumatra, Java và đảo Borneo) ở phía nam đến vùng biển phía đông bắc của Úc; phía đông trải dài đến nhiều quần đảo thuộc Micronesia, Melanesia và Polynesia. Ở phía đông Ấn Độ Dương, P. lori chỉ xuất hện tại đảo Giáng Sinh và bãi cạn Rowley. Chúng sống xung quanh các rạn san hô ở độ sâu khoảng từ 7 đến 70 m.

## Mô tả
P. lori có chiều dài cơ thể tối đa được ghi nhận là 12 cm. Vây đuôi xẻ thùy, hình cánh nhạn, có viền màu xanh ánh kim; thùy của cá đực thường dài hơn cá mái. Vây hậu môn và vây lưng cũng có viền xanh. Cá đực lẫn cá mái có cùng màu sắc cơ thể. Thân màu hồng đậm hoặc hồng tím, có nhiều chấm vàng cam. Dọc theo vùng lưng có các sọc ngắn màu đỏ tươi, sọc cuối cùng lan rộng sang cuống đuôi trên.
Số gai ở vây lưng: 10; Số tia vây mềm ở vây lưng: 15 - 17; Số gai ở vây hậu môn: 3; Số tia vây mềm ở vây hậu môn: 7 - 8; Số gai ở vây bụng: 1; Số tia vây mềm ở vây bụng: 5; Số tia vây mềm ở vây ngực: 18 - 20; Số vảy đường bên: 49 - 52.